# Bildungssystem in Schweden

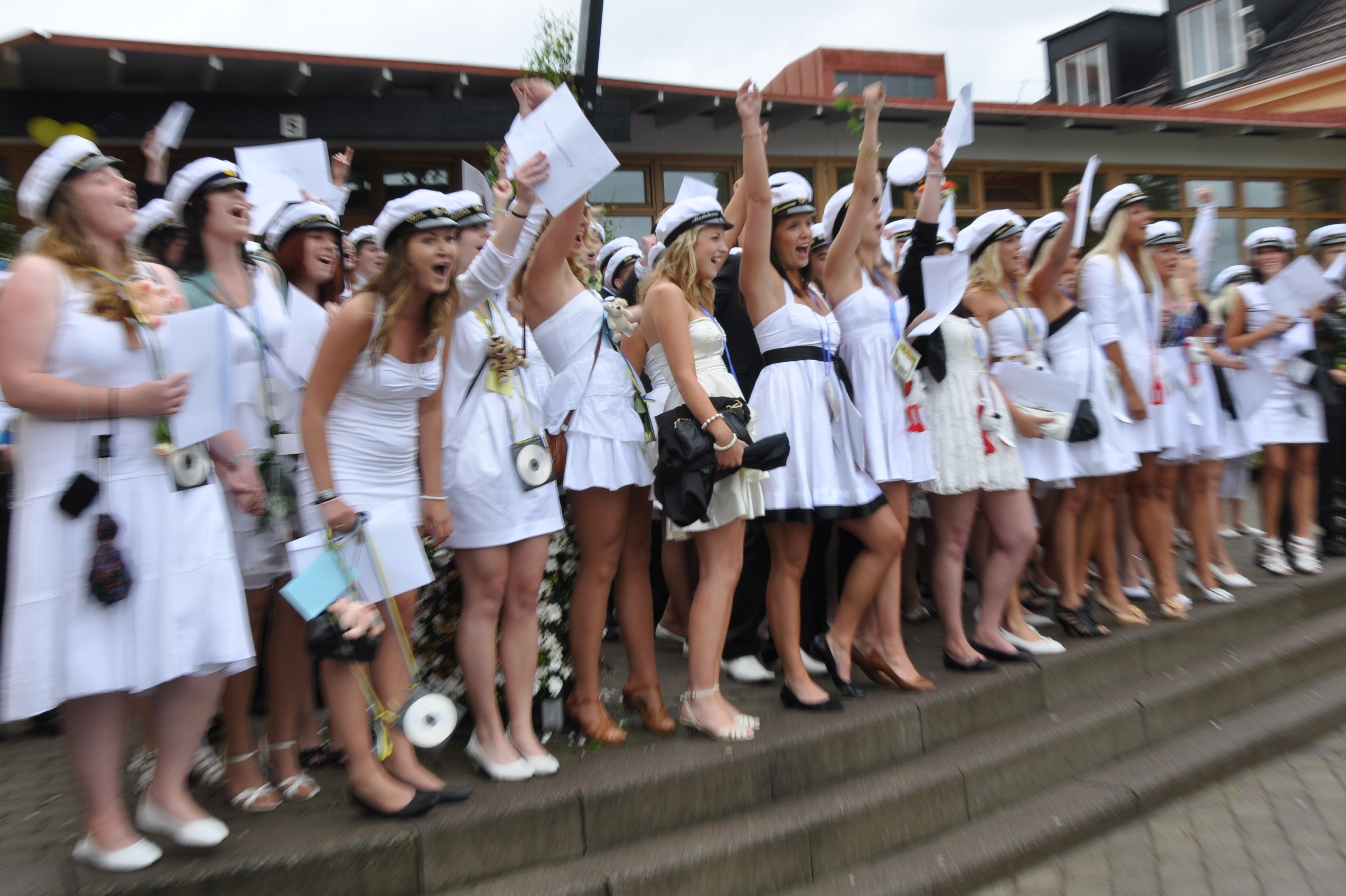
Schwedische Entlassungsfeier in Bengtfors

Das Bildungssystem in Schweden umfasst ein breites Spektrum von der vorschulischen Bildung über die Schule bis zur Hochschul- und Erwachsenenbildung.
Die Grundlage der Schule bildet das Schulgesetz (schwedisch Skollagen): Die schwedische Einheitsschule ist dezentral über die Gemeinden aufgestellt. Die Schulpflichtbesteht vom 6. bis zum 16. Lebensjahr, sie wird auch in Freischulen oder über Heimunterricht erfüllt. Letzterer ist mit so strengen Restriktionen belegt, dass er in der Praxis kaum stattfindet.
Seit 1992 ist es erlaubt, Schulen in privater Trägerschaft zu gründen („freie Schulen“). Anders als in Dänemark war dies in Schweden nicht üblich.
Im PISA-Ranking hat das anfänglich bessere Schweden einen vorderen Platz verloren und stand 2018 auf Platz 16 etwa gleich mit Dänemark, den Niederlanden und Deutschland. Besser waren Estland und Finnland, etwas schlechter die Schweiz, Norwegen und Österreich.
Die Analphabetenquote in Schweden liegt offiziell weit unter 1 % und wird wegen ihrer geringen Quote offiziell nicht erhoben. Schätzungen gehen von etwa 25.000 Analphabeten in Schweden aus, die zumeist aus anderen Ländern nach Schweden eingewandert sind und in ihren Herkunftsländern keine Bildung genossen hatten. Der Bevölkerungsanteil funktionaler Analphabeten liegt in Schweden bei 7,5 %, in Deutschland bei 14,4 %. Der fehlende Umgang mit digitalen Geräten wird für viele ältere Schweden ein Problem.

## Staatliche Akteure
Das schwedische Bildungssystem wird vom Ministerium für Ausbildung (Utbildningsdepartementet) koordiniert. An dessen Spitze stehen zwei Minister: Mats Persson als Ausbildungsminister (utbildningsminister) für Erwachsenenbildung, Hochschulen und Forschung sowie Lotta Edholm als Schulministerin (skolminister) für Kinder und Jugend. Das Bildungsministerium ist Teil der Regierung und gibt den politischen Rahmen in Form von Lehrplänen und Richtlinien vor. Das ihm unterstellte Skolverket ist dafür zuständig, durch, „weitere Verfolgung, Auswertung und Besichtigung der Ausbildung“ die Qualität der Ausbildung zu kontrollieren und zu verbessern. Des Weiteren erarbeitet es Vorschläge zu Kursplänen und setzt die Notenkriterien fest. Für die Aufsicht über die einzelnen Schulen, Beschwerden und die Genehmigung zur Gründung einer Schule ist die Schulinspektion (Skolinspektionen) zuständig.
Innerhalb des Rahmens durch das Schulgesetz, die Lehrpläne und Verordnungen sind die Gemeinden für den Schulbetrieb verantwortlich und dabei in der Schulorganisation und bei der Ressourcenbeschaffung völlig selbstständig. Auch sind sie erster Ansprechpartner bei Fragen zur Verwaltung und haben freie Wahl bei der Lehrereinstellung und -fortbildung.
Darüber stehen die Behörde für Schulentwicklung (Myndighet för skolutvecklingen), die den Gemeinden zuarbeitet, sich vor allem an Schulleiter sowie Lehrer richtet und um Qualitätssteigerung bemüht ist, sowie das Spezialpädagogische Institut (Specialpedagogiska institutet), das Kinder, Jugendliche und Erwachsene mit Behinderung unterstützt.

## Schulsystem
Das öffentliche Schulsystem besteht für Kinder und Jugendliche in Form einer Allgemeinbildung aus dem Vorschulwesen (förskoleverksamhet), der Grundschulbildung (grundskoleutbildning) und der gymnasialen Bildung (gymnasieutbildning). Das Schulsystem ist nicht in Schulformen differenziert.

### Vorschulwesen
Das Vorschulwesen richtet sich an Kinder, die noch nicht die Schule besuchen: Vorschule (förskola), Familientageheim (famil). Das Vorschulwesen hat die Ziele, die kindliche Entwicklung zu fördern und die Vereinbarkeit von Beruf oder Studium und Familie für die Eltern zu erleichtern.
Die Betreuung von Klein- und Kleinstkindern von Geburt bis zum Schuleintritt (1–5 Jahren) wird als Vorschule (förskola, umgangssprachlich dagis) bezeichnet. 522.000 Kinder gingen 2019 in diese Schulform. Diese ist freiwillig, jedoch kostenpflichtig und kann mit einer Tagespflege gleichgestellt werden. Ab August des Jahres, in dem ein Kind das dritte Lebensjahr vollendet, müssen die Gemeinden einen Vorschulplatz für mindestens 525 Stunden im Jahr abgabefrei anbieten (allmän förskola).

### Schule

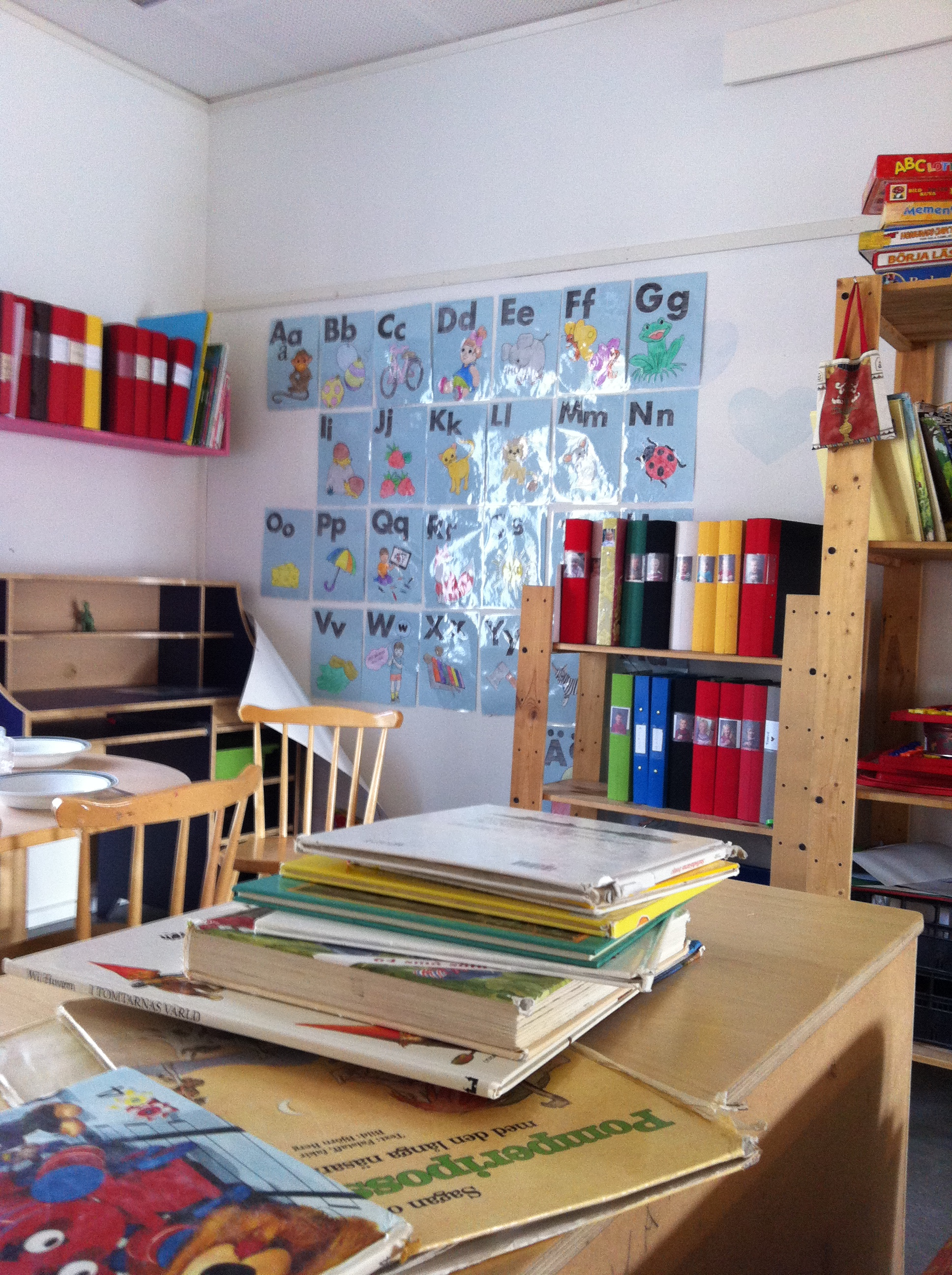
Lesen und Schreiben stehen in der Förskola auf dem Programm

Die normale Schullaufbahn besteht aus der neunjährigen, obligatorischen Grundschule und dem freiwilligen dreijährigen Gymnasium, das auf eine Berufsausbildung oder auf eine akademische Laufbahn vorbereitet. Die Schulzeit beginnt um acht Uhr morgens und endet um 15 Uhr am Nachmittag. Die Sommerferien dauern ungefähr zwei Monate von Juni bis August. Schulträger ist die Gemeinde, die selbst bestimmt, wie die Schule organisiert wird. Die Schulen sind schulgeldfrei, auch die Lernmittel für die Schüler sind kostenlos. In der Grundschule sind ebenfalls die Schulmahlzeiten und die Schultransporte gratis, in den meisten Gemeinden gilt das auch für das Gymnasium.
In kleineren Orten werden oft Klassen zusammengelegt, sodass meist zwei Klassen in einem Raum unterrichtet werden.

#### Vorschulklasse
Ab dem Herbstsemester (hösttermin) des Jahres, in dem ein Kind das sechste Lebensjahr vollendet, müssen die Gemeinden diesem Kind einen Platz in einer Vorschulklasse anbieten (förskoleklass, umgangssprachlich nollan nach der früheren Bezeichnung 0. Klasse). Der Unterricht in der Vorschulklasse wird vom Lehrplan Lpo 94 geregelt, der auch den Unterricht in der Grundschule regelt. Die Vorschulklasse ist kostenfrei und muss mindestens 525 Stunden Unterricht pro Jahr umfassen.
Heute gehen etwa 95 % aller Sechsjährigen in die Vorschulklasse. Der Unterricht soll „die Entwicklung und das Lernen des Kindes stimulieren“ und als Vorbereitung auf die Grundschule dienen. Hier steht in spielerischer Form bereits das Lernen im Vordergrund, um später einen nahtlosen Übergang in die Schule zu gewährleisten.
Innerhalb des Lehrplanrahmens bestimmen die Gemeinden, wie der Lehrbetrieb auszusehen hat. Viele Gemeinden haben die Vorschulklasse räumlich in eine Grundschule integriert. Außerdem wird in einem Drittel der Gemeinden gemeinsam mit Schülern der Grundschule gelernt.

#### Grundschule
In den ersten Schuljahren (in einem Drittel der Gemeinden schon im ersten Schuljahr) wird mit dem Englischunterricht begonnen. Eine weitere Fremdsprache (Deutsch, Französisch oder Spanisch) wird später angeboten. Noten werden ab dem sechsten Schuljahr nach einer sechsstufigen Skala (A bis F, wobei A bis E als bestanden gelten) gegeben. Im Gegensatz zu Deutschland findet eine schulische Benotung in Schweden erst ab dem sechsten Schuljahr statt. An manchen Schulen bekommen die Schüler jedoch bereits ab Klasse vier Noten.
Die heutige Form der Grundschule ist prüfungsfrei; für den Abschluss der Grundschule muss also, ähnlich der Situation in Deutschland, keine Prüfung abgelegt werden. Stattdessen wird im dritten, sechsten und neunten Jahr durch landeseinheitliche Klausuren (nationella prov) ähnlich dem deutschen VERA in den Basisfächern gemessen, inwieweit Schüler die Minimalanforderungen nach dem Lehrplan (läroplan – Lgr 11) und den Kursplänen erfüllen.
Für die Benotung gibt es drei Noten „durchgefallen, bestanden oder sehr gut“, wobei für die Note „sehr gut“ eine Gesamtpunktzahl von 75 % notwendig ist. Am Ende der Grundschule gibt es ein Abgangszeugnis, das der Bewerbung um einen Gymnasialplatz zugrunde liegt. 1,28 Mio. Kinder gingen 2018 auf eine Grundschule (Primar- und Sekundarstufe). Mit dem Ende der Grundschule endet auch die allgemeine Schulpflicht.

#### Inklusion
Schweden gilt als Vorbild der Inklusiven Pädagogik. Für Schüler mit Lernschwierigkeiten besteht die Möglichkeit von Sonderunterricht (specialundervisning) in Fördergruppen in der Grundschule. Schüler mit Behinderung werden in behindertengerecht eingerichteten Schulen zusammen mit nichtbehinderten Schülern unterrichtet. Es besteht aber auch die Möglichkeit des Besuchs einer Sonderschule (särskola) vorwiegend bei geistiger Behinderung. 2006 gingen 16 % dieser Kinder auf eine Grundschule, 2015 waren es nur noch 11 %. Die meisten Schüler mit Schwierigkeiten nehmen am regulären Unterricht teil. Wenn sie die Bedingung für die Aufnahme ins Gymnasium nicht schaffen, gibt es dort einen Förderunterricht. Bei Schwierigkeiten während der Grundschulzeit wird ein Förderplan erstellt.
Die Inklusion wird allerdings auch hier kritisch betrachtet. Ein Problem ist, dass die meisten Lehrkräfte keine sonderpädagogische Ausbildung haben. Zudem haben gewinnorientierte Privatschulen an Schülern mit Lernschwierigkeiten wenig Interesse. Ferner kommt es vor, dass Schulen die Inklusion weniger als pädagogisches Konzept verstehen, sondern eher als Mittel, um über die Auflösung von Fördergruppen Sparmaßnahmen durchzuführen.

#### PISA 2018
In der PISA-Studie 2018 lag Schweden in allen drei Disziplinen über dem OECD-Durchschnitt:
| Ergebnis der PISA-Studie 2018 | Ergebnis der PISA-Studie 2018 | Ergebnis der PISA-Studie 2018 | Ergebnis der PISA-Studie 2018 |
|                               | Mathematik                    | Leseverständnis               | Naturwissenschaften           |
| ----------------------------- | ----------------------------- | ----------------------------- | ----------------------------- |
| OECD-Durchschnitt             | 489                           | 487                           | 489                           |
| Schweden                      | 502                           | 506                           | 499                           |
| Deutschland                   | 500                           | 493                           | 503                           |

Im Punkt Chancengleichheit lag Schweden 2015 über dem OECD-Durchschnitt. Bei den geschlechtsspezifischen Leistungsdifferenzen zeichnet sich in Schweden ein vergleichsweise homogenes Bild ab.

#### Gymnasium

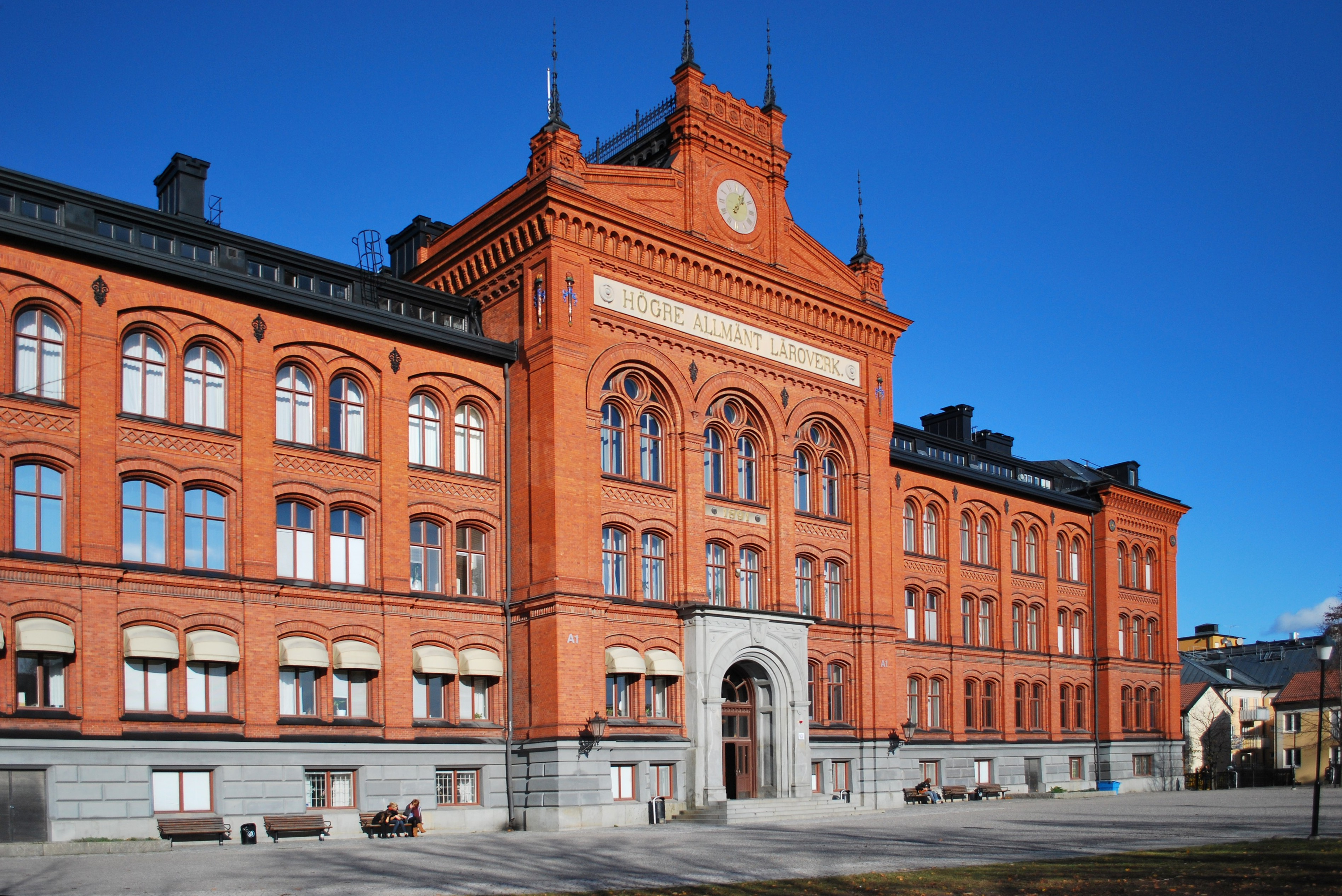
Södra Latins Gymnasium in Stockholm-Södermalm (seit 1654)

Das dreijährige Gymnasium, welches nach der 9-jährigen Schulzeit folgt, hat nichts mit einem deutschen Gymnasium zu tun. Die offizielle Schulpflicht in Schweden ist nach 9 Schuljahren beendet. Die weiterführende Ausbildung an einem Gymnasium ist kostenlos und freiwillig, und fast alle Schüler wechseln nach der Grundschule dorthin. Die Gymnasien bieten Bildungsprogramme an, wobei nach praktischen und theoretischen Laufbahnen unterschieden wird. Theoretische Ausbildungen sind direkt studienvorbereitend, praktische Ausbildungen bereiten dagegen auf einen Ausbildungsberuf vor. Die Schüler können hier zwischen 17 Ausbildungsprogrammen wählen, von denen 14 berufsbildend sind, zwei davon studienvorbereitend, und ein Programm ist sowohl berufsbildend als auch studienvorbereitend. Sogenannte Kernfachkurse (kärnämneskurser) wie Schwedisch oder Mathematik müssen von allen Schülern, unabhängig vom jeweils gewählten Programm, belegt werden. Die 2008 in Kraft getretene Reform des Hochschulzugangs soll dafür sorgen, dass Schüler wieder verstärkt Kurse in den Kernfächern Mathematik, Englisch und den zweiten Fremdsprachen belegen.
Die Bewertung besteht aus einem Punktesystem mit insgesamt 2.500 Punkten, die auf die enthaltenen Kurse verteilt sind. Daneben können die Schüler Fächer mit insgesamt 350 Punkten frei wählen. In einigen Programmen ist diese Punktezahl noch höher. Jeder Kurs beträgt normalerweise 50 oder 100 Punkte, aber ein paar Kurse betragen 150 oder sogar 200 Punkte. 50 Punkte bedeutet, dass der Kurs in der Regel eine Länge von einem Semester hat und 100 Punkte dementsprechend zwei Semester, während Kurse, die 150 Punkte betragen, sich über 3 Semester erstrecken. Alle Kurse werden nach einer sechsgradigen Skala benotet (F Ungenügend sowie die Noten E, entspricht in etwa einer Vier, bis A, entspricht in etwa einer Eins). Um ein Abschlusszeugnis zu erhalten, benötigt ein Schüler die vollen 2500 Punkte. Von diesen dürfen höchstens 250 Punkte mit Ungenügend benotet worden sein.
Schüler, die kein theoretisches Programm eines Gymnasiums durchlaufen haben, können eine Universitätsausbildung nur dann beginnen, falls sie entsprechende Kurse belegt haben, die für die grundlegende Hochschulreife benötigt werden, dazu gehören beispielsweise weiterführende Kurse in Schwedisch und Englisch. Daher müssen Schüler, die auf ein Berufsgymnasium gehen, die entsprechenden Kurse zusätzlich wählen, falls sie die grundlegende Hochschulreife nach dem Gymnasium erhalten wollen. Die Hochschulreife kann auch nach dem Gymnasium über die kommunale Erwachsenenbildung (Komvux) erreicht werden. 2018 gingen 552.000 Schüler auf ein Gymnasium.

#### Berufsbildung
Die  Fach- und  Berufsschulen  sind  seit  1970er  Jahren  in  die  Gymnasialschule  integriert. Eine bedeutende Reform im Berufsbildungsbereich war die Einrichtung einer nationalen Agentur für Höhere Berufsbildung am 1. September 2009.

### Private Schulen
Seit 1992 ist es erlaubt, eine Schule in privater Trägerschaft zu gründen (sogenannte „freie Schule“, friskola). Leitgedanke der damaligen Mitte-Rechts-Regierung war, dass miteinander konkurrierende Schulen (d. h. öffentliche Schulen sowie freie Schulen) das Leistungsniveau insgesamt anheben sollten. Damit das System der freien Schulwahl sowie des Wettbewerbs funktionieren konnte, schuf man ein System, bei dem die Schulen (sowohl kommunale als auch freie Schulen) von der Gemeinde Geld pro Schüler bekommen („skolpeng“). Mit dem skolpeng sollen die laufenden Kosten (Mieten, Gehälter der Lehrer, Lehrmaterial) gedeckt werden. Private Schulunternehmen dürfen sich relativ ungeregelt etablieren und Gewinne machen, die frei verwendet werden dürfen (z. B. Gewinnausschüttung an Aktionäre). Im Schuljahr 2020/2021 besuchten 15,7 Prozent aller Grundschüler und 29,4 aller Gymnasialschüler eine freie Schule. 17,4 Prozent der schwedischen Grundschulen und 35,3 Prozent der Gymnasien waren eine freie Schule. Der Gewinn vor Steuern betrug im Schnitt 3,4 Prozent.
Die Befürworter dieser Entwicklung betonen vor allem die Möglichkeit der freien Schulwahl und somit die Chance einer besseren Schulwahl für Schüler in sozial schwachen Gebieten. Die Kritiker führen an, dass die Privatschule zu einer stärkeren Segregation beigetragen habe. Zum anderen gibt es Untersuchungen, die darauf hinweisen, dass der Wettbewerb zwischen den Schulen zu einem Anstieg des Notenspiegels im ganzen Land geführt hat, d. h., dass Schulen höhere Noten vergeben, um Schüler anzulocken. Diesen Verdacht verstärkte das schlechtere Abschneiden schwedischer Schüler in den PISA-Untersuchungen. Weiterhin wird kritisiert, dass an freien Schulen verglichen mit öffentlichen Schulen weniger Lehrer arbeiten und der Anteil an Lehrern mit Lehrerausbildung an freien Schulen deutlich niedriger ist als an öffentlichen Schulen.
Diese Kritik an den freien Schulen verstärkte sich im Sommer 2013, als eines der größten Schulunternehmen, John Bauer Education, Konkurs anmeldete. Als Grund wurden unter anderem sinkende Schülerzahlen angegeben. Befürworter des Wettbewerbs sahen sich bestätigt: Der Konkurs von John Bauer habe nur bewiesen, dass das System funktioniere, da John Bauer offensichtlich eine schlechte Schule war, die vom Markt eliminiert wurde. Im Zuge des Konkurses wurde jedoch kritisch angemerkt, dass ein Teil des „skolpeng“ (siehe oben) für die Begleichung von Zinsschulden des Unternehmens verwendet worden war. Mit anderen Worten wurde Geld, das eigentlich zur Deckung der Unterrichtskosten budgetiert worden war, anderweitig verwendet. Die schwedische Regierung stelle eine Änderung der Regeln in Aussicht, um einen längerfristigen Schulbestand sicherzustellen.
Um unseriöse Akteure zu behindern und um allgemein die Qualität der schwedischen Schulen zu sichern, beschloss die bürgerliche Regierung bereits 2007 die Errichtung einer Schulinspektion. Seitdem inspiziert die Schulinspektion in regelmäßigen Abständen Schulen im ganzen Land. In einigen Fällen, wie z. B. dem Schulunternehmen Praktiska Sverige AB beschloss sie, Schulen wegen gravierender pädagogischer Mängel unverzüglich zu schließen.
Die Möglichkeit, Gewinne zu erwirtschaften, wird von der Mehrheit der schwedischen Bevölkerung abgelehnt. Dennoch gibt es unter den acht Parteien im schwedischen Reichstag im Augenblick (Stand April 2019) keine Mehrheit, das Gewinnstreben im Schulwesen abzuschaffen. Eine von den Sozialdemokraten, den Grünen und der Linkspartei im Juni 2018 vorgelegte Gesetzesinitiative fand keine Mehrheit und wurde im Reichstag mit Stimmen der bürgerlichen Parteien (Moderate Sammlungspartei, Zentrumspartei, Liberale und Christdemokraten) sowie den Schwedendemokraten abgelehnt. Stattdessen empfiehlt das Parlament, nationale Kriterien zur Absicherung der Qualität zu entwickeln, ein Vorschlag, den die rot-grünen Parteien skeptisch betrachten, da es schwierig sei, Qualität im Wohlfahrtsbereich zu messen, und warnen zudem vor einer höheren administrativen Belastung für die Angestellten in den entsprechenden Bereichen. Im Herbst 2023 erklärte Schulministerin Lotta Edholm das private Schulsystem auf Basis gesunkener Bildungsergebnisse für gescheitert.

## Universitäten und Hochschulen
Etwa 72 % eines Jahrganges (2018) beginnt innerhalb von fünf Jahren nach dem Abschluss des Gymnasiums ein Studium oder eine höhere Ausbildung im Tertiärbereich (Deutschland 70 %). Zur Zulassung zu einem Studium muss die allgemeine und einheitliche Studienberechtigung nachgewiesen werden, aber auch die darüber hinausgehenden besonderen Qualifikationen, die für einzelne Studiengänge und Kurse von den Universitäten und Hochschulen in Schweden festgelegt werden. Die Anzahl der Studienplätze für Studiengänge und Kurse ist begrenzt; ist die Zahl der Bewerber höher, wird ein Auswahlverfahren durchgeführt, das dem deutschen Numerus clausus ähnelt.
Die gesamte Hochschulausbildung wird in Form von Kursen durchgeführt, die von den Studenten zu Studiengängen zusammengestellt werden, die zu einem akademischen Examen führen. Vorschläge für solche Studiengänge können die Hochschulen und Universitäten in Form von Programmen geben. Abgesehen von Berufsexamen (beispielsweise Lehrerexamen) gibt es sechs akademische Examen: Diplom (högskoleexamen) nach einem zweijährigen Studium, Bachelor (kandidatexamen) nach einem dreijährigen Studium mit gewissen spezifischen Anforderungen, Magister (magisterexamen, entspricht dem einjährigen Master) nach einem vierjährigen und Master (masterexamen, entspricht dem zweijährigen Master) nach einem fünfjährigen Studium mit gewissen spezifischen Anforderungen, Lizenziat (licentiatsexamen) nach einer kürzeren Forscherausbildung inklusive einer Lizentiatsabhandlung und das Doktorat (doktorsexamen) nach einer vierjährigen Forscherausbildung inklusive einer Dissertation.
Verschiedene Universitäten bieten einjährige Vorbereitungskurse (basår) an, in denen Studienbewerber ihre Gymnasialbildung komplettieren und damit die Zugangsberechtigung zu bestimmten Studienrichtungen nachträglich erwerben können.
Der Umfang eines Kurses oder Studienganges wird mit Hilfe eines Punktesystems gemessen, wobei 60 Punkte einem Studienjahr (= 40 Studienwochen) entsprechen, das in ein Frühlings- und Herbstsemester (vår- bzw. hösttermin) unterteilt ist. Unterrichts- und Prüfungsformen werden von den Hochschulen festgelegt. Für Zensuren werden mehrere Skalen mit zwei, drei, vier oder fünf Noten verwendet – wenn nicht das europäische System verwendet wird.
Die Qualität der Hochschulen ist im weltweiten Vergleich gut, als Spitzenuniversitäten gelten Karolinska-Institut, die Universität Stockholm und Universität Uppsala.
| Art der Ausbildung                                     | Stufe                                   | Jahr                                 | Jahr                                 | Akademischer Grad                                | Akademischer Grad                           | Akademischer Grad                           | Akademischer Grad                     | Jahr     | Jahr      |
| ------------------------------------------------------ | --------------------------------------- | ------------------------------------ | ------------------------------------ | ------------------------------------------------ | ------------------------------------------- | ------------------------------------------- | ------------------------------------- | -------- | --------- |
| Forskarutbildning Postgraduales Studium                | Forskarnivå graduiertes Niveau          |                                      |                                      |                                                  | Doktorsexamen Doktor 240 Punkte             | Doktorsexamen Doktor 240 Punkte             | Doktorsexamen Doktor 240 Punkte       | 4:e året | 4:e året  |
| Forskarutbildning Postgraduales Studium                | Forskarnivå graduiertes Niveau          | 3:e året                             |                                      |                                                  | Doktorsexamen Doktor 240 Punkte             | Doktorsexamen Doktor 240 Punkte             | Doktorsexamen Doktor 240 Punkte       |          |           |
| Forskarutbildning Postgraduales Studium                | Forskarnivå graduiertes Niveau          | Licentiatexamen Lizenziat 120 Punkte | Licentiatexamen Lizenziat 120 Punkte | Licentiatexamen Lizenziat 120 Punkte             | 2:a året                                    | 2:a året                                    |                                       |          |           |
| Forskarutbildning Postgraduales Studium                | Forskarnivå graduiertes Niveau          | Licentiatexamen Lizenziat 120 Punkte | Licentiatexamen Lizenziat 120 Punkte | Licentiatexamen Lizenziat 120 Punkte             | 1:a året                                    |                                             |                                       |          |           |
| Grundläggande högskoleutbildning Undergraduate studies | Avancerad nivå fortgeschrittenes Niveau | 2:an                                 | Årskurs 2                            |                                                  |                                             | Masterexamen Master (zweijährig) 120 Punkte | Yrkesexamina Staatsexamen (3–5 Jahre) | 5:an     | Årskurs 5 |
| Grundläggande högskoleutbildning Undergraduate studies | Avancerad nivå fortgeschrittenes Niveau | 1:an                                 | Årskurs 1                            |                                                  | Magisterexamen Master (Einjährig) 60 Punkte | Masterexamen Master (zweijährig) 120 Punkte | Yrkesexamina Staatsexamen (3–5 Jahre) | 4:an     | Årskurs 4 |
| Grundläggande högskoleutbildning Undergraduate studies | Grundnivå Grundniveau                   | 3:an                                 | Årskurs 3                            |                                                  | Kandidatexamen Bachelor 180 Punkte          | Kandidatexamen Bachelor 180 Punkte          | Yrkesexamina Staatsexamen (3–5 Jahre) | 3:an     | Årskurs 3 |
| Grundläggande högskoleutbildning Undergraduate studies | Grundnivå Grundniveau                   | 2:an                                 | Årskurs 2                            | Högskole- examen Universitäts- examen 120 Punkte | Kandidatexamen Bachelor 180 Punkte          | Kandidatexamen Bachelor 180 Punkte          | Yrkesexamina Staatsexamen (3–5 Jahre) | 2:an     | Årskurs 2 |
| Grundläggande högskoleutbildning Undergraduate studies | Grundnivå Grundniveau                   | 1:an                                 | Årskurs 1                            | Högskole- examen Universitäts- examen 120 Punkte | Kandidatexamen Bachelor 180 Punkte          | Kandidatexamen Bachelor 180 Punkte          | Yrkesexamina Staatsexamen (3–5 Jahre) | 1:an     | Årskurs 1 |

### Studienunterstützung
Alle Personen bis 54 Jahre können – unabhängig vom Einkommen (auch der Eltern) und Wohnort – Studienunterstützung (studiestöd) beantragen. Diese besteht aus einer Studienbeihilfe (studiebidrag) und einem Studiendarlehen (studielån) und wird für maximal 240 Studienwochen gewährt. Die Beihilfe für ein Vollzeitstudium liegt bei 2572 Schwedischen Kronen pro Monat, das Darlehen kann bis zu 4920 Kronen pro Monat betragen. Für bestimmte Ausbildungen gelten höhere Beträge. Im Unterschied zur Beihilfe muss das Darlehen (Annuitätendarlehen) innerhalb von 25 Jahren oder spätestens mit Erreichen des 60. Lebensjahres zurückbezahlt werden.

### Statistik
Laut OECD legten im Jahr 2014 46 % eines Jahrgangs ein Hochschulstudium ab. In Deutschland betrug die Quote im gleichen Zeitraum 28 %. Dabei liegt das Lebensalter, in dem der erste Hochschulabschluss erreicht wird, in Schweden zwischen 23 und 26 Jahren, in Deutschland zwischen 25 und 26 Jahren. Bei den genannten Zahlen der Hochschulabsolventen muss jedoch berücksichtigt werden, dass einige Berufe, die in Deutschland keinen akademischen Status besitzen, in Schweden ein Hochschulstudium erfordern, wie z. B. die Ausbildung zur Krankenschwester.

## Erwachsenenbildung
Für Erwachsene, die keinen vollständigen Grundschulabschluss oder Gymnasialabschluss erworben haben oder ihr gymnasiales Abschlusszeugnis mit Kursen, die Voraussetzung für bestimmte Studien sind, ergänzen bzw. verbessern wollen, gibt es in jeder Gemeinde Einrichtungen der kommunalen Erwachsenen(aus)bildung (Kommunal vuxenutbildning, kurz: Komvux). Diese wurden 1968 eingerichtet und haben einen eigenen Lehrplan. Zu den Einrichtungen der Erwachsenenbildung gehört auch die sogenannte Särvux (Särskild vuxenutbildning), die sich an Erwachsene ab 20 Jahre mit geistiger Behinderung richtet.
Darüber hinaus gibt es 148 Volkshochschulen, die Kurse und Studienzirkel anbieten und als eigene Schulform gelten. Diese Einrichtungen sind als Alternative zu Komvux gedacht und bescheinigen dem Studenten Kenntnisse auf Gymnasialniveau. Während man bei Komvux nach Kursen und innerhalb variierender Gruppen unterrichtet wird, folgt die Volkshochschule dem Klassenschema, in der, einer Schulklasse ähnlich, dauerhaft zusammen gelernt wird.
Viele schwedische Gemeinden haben zudem sogenannte Studienzentren (lärcentra) entabliert, um höhere Bildung in den Kommunen zu stärken. Diese Studienzentren bieten unter anderem eine Vielzahl von Diensten für Bewohner der betreffenden Gemeinden an, die an Fernstudiengängen teilnehmen.

## Finanzierung

### Schul- und Hochschulwesen
Basis für die Finanzierung des öffentlichen Schulwesens bilden die Steuereinnahmen der Gemeinden und des Staates. Zu den aus Steuereinnahmen finanzierten Ausgaben der Gemeinden kommt ein sogenannter Staatsbeitrag, der durch ein Ausgleichssystem der unterschiedlichen Finanzkraft der Gemeinden Rechnung trägt (ähnlich dem deutschen Länderfinanzausgleich). 2019 betrugen die kommunalen Ausgaben für Vorschule, Schule und Erwachsenenbildung 304 Mrd. Kronen.

### Forschung
Die Ausgaben für Forschung und Entwicklung in Schweden machten im Jahr 2018 3,3 % des Bruttonationaleinkommens aus. Weltweit verzeichnen nur Israel und Südkorea höhere Werte. 75 % der Ausgaben wurden von der Wirtschaft bestritten und 20 % von den Hochschulen (Staat), der Rest kam aus dem Ausland. 2018 betrugen die die Ausgaben für FuE ca. 18 Mrd. $ (Deutschland 141 Mrd. $).
Zum Vergleich: In Deutschland betrug 2018 der Anteil am BNP 3,1 %, wovon 66 % die Wirtschaft bestritt.
Die öffentlich finanzierte Forschung erfolgt in Schweden überwiegend an den Universitäten und Hochschulen, wovon etwa eine Hälfte durch direkte staatliche Zuschüsse finanziert wird und die andere Hälfte durch Drittmittelfinanzierung. Die Forschung und Entwicklung, die von der Wirtschaft betrieben wird, erfolgt zum größten Teil in der Transport-, Elektrotechnik- und pharmazeutischen Industrie. Hier ragen heraus er Elektronikkonzern Ericsson und der Automobilhersteller Volvo.

## Geschichte

### Schule
Die ersten Lehranstalten waren Klöster, die Unterricht in den mittelalterlichen Klosterschulen betrieben. Die Unterrichtssprache war die damalige Bildungssprache Latein.

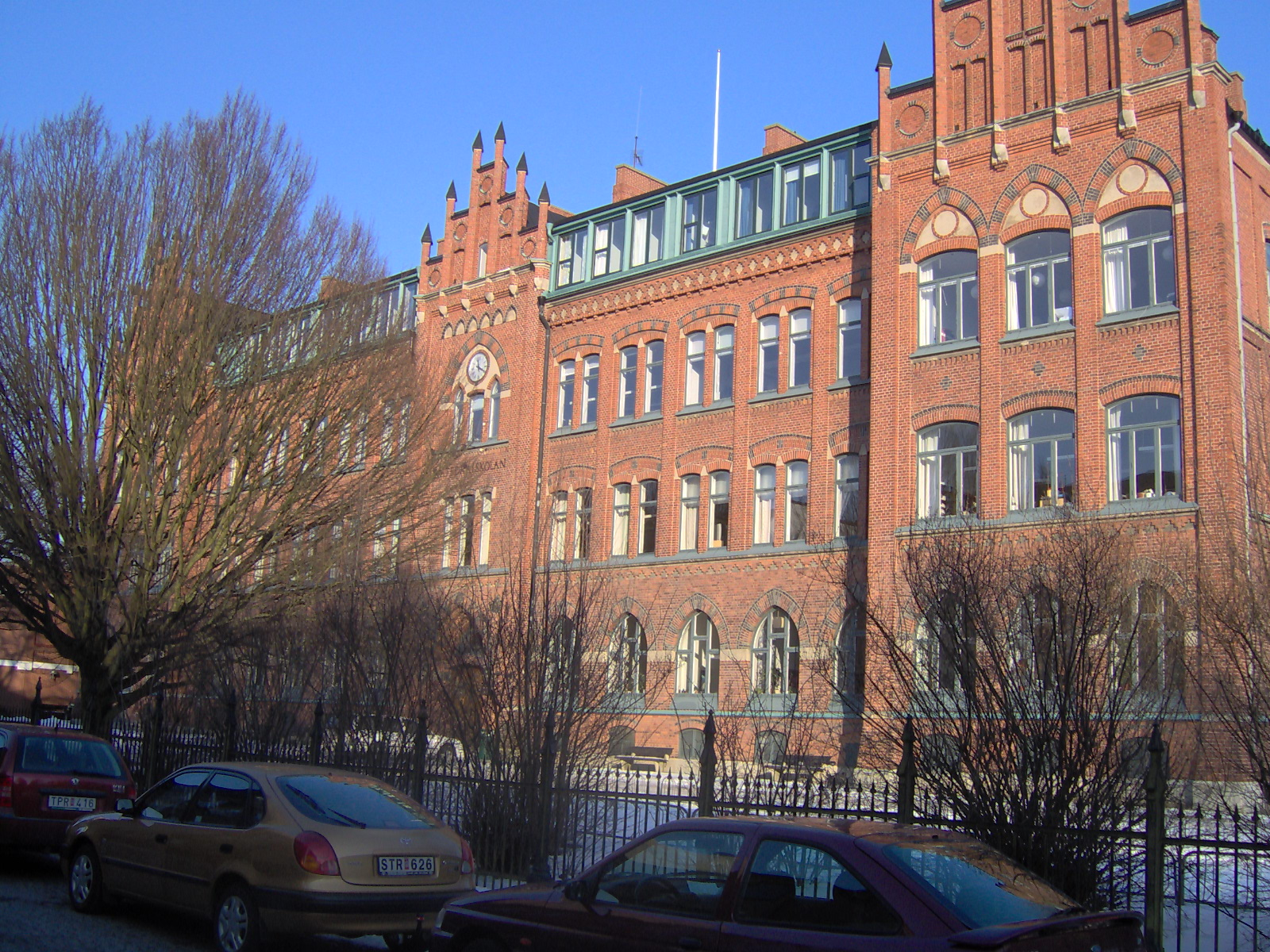
Die 1085 gegründete Katedralskolan in Lund ist die älteste Lehranstalt Skandinaviens.

Bereits im Hochmittelalter befand sich in der Nähe jeder Kathedrale eine Kathedralschule mit der Hauptaufgabe, Priester und gelehrte Mönche auszubilden. Die Domschulen waren in vier Klassen eingeteilt und dem jeweiligen Domkapitel unterstellt; sie gelten als Ursprung der schwedischen Lehranstalten. Die erste Kathedralschule dieser Art wurde 1085 im damals dänischen Lund durch eine Schenkung Knut des Heiligen gegründet. Es folgten im 13. Jhdt. Schulen in Skara, 1230 in Linköping, 1246 in Uppsala. Seit Gründung der ersten Universitäten in Schweden im 15. Jahrhundert wurden die Schüler auch für das Studium vorbereitet.
Mit Beginn der 1620er-Jahre wurden in Bischofssitzen aus vielen Kathedralschulen anspruchsvollere Gymnasien, andere wurden in Trivialschulen umgewandelt. Das erste Gymnasium dieser Art mit Bezug auf Bremen gründete Bischof Johannes Rudbeckius 1623 in Västerås, bald ergänzt durch die erste höhere Mädchenschule. Das Thomasgymnasium in Strängnäs folgte 1626. Die Trivialschule war eine niedere Schule, die auf ein vierjähriges Gymnasium vorbereitete (Vorschule im älteren Sinn). Die Söhne des schwedischen Adels pflegten ausgedehnte Studienreisen (Kavalierstour) in Europa zu unternehmen.
1807 wurde die alte Schulordnung ersetzt, an die Stelle des Latein traten zunehmend Französisch und Deutsch. Die Trivialschule bestand noch bis 1905 und wurde durch die sechsjährige Realschule ersetzt.

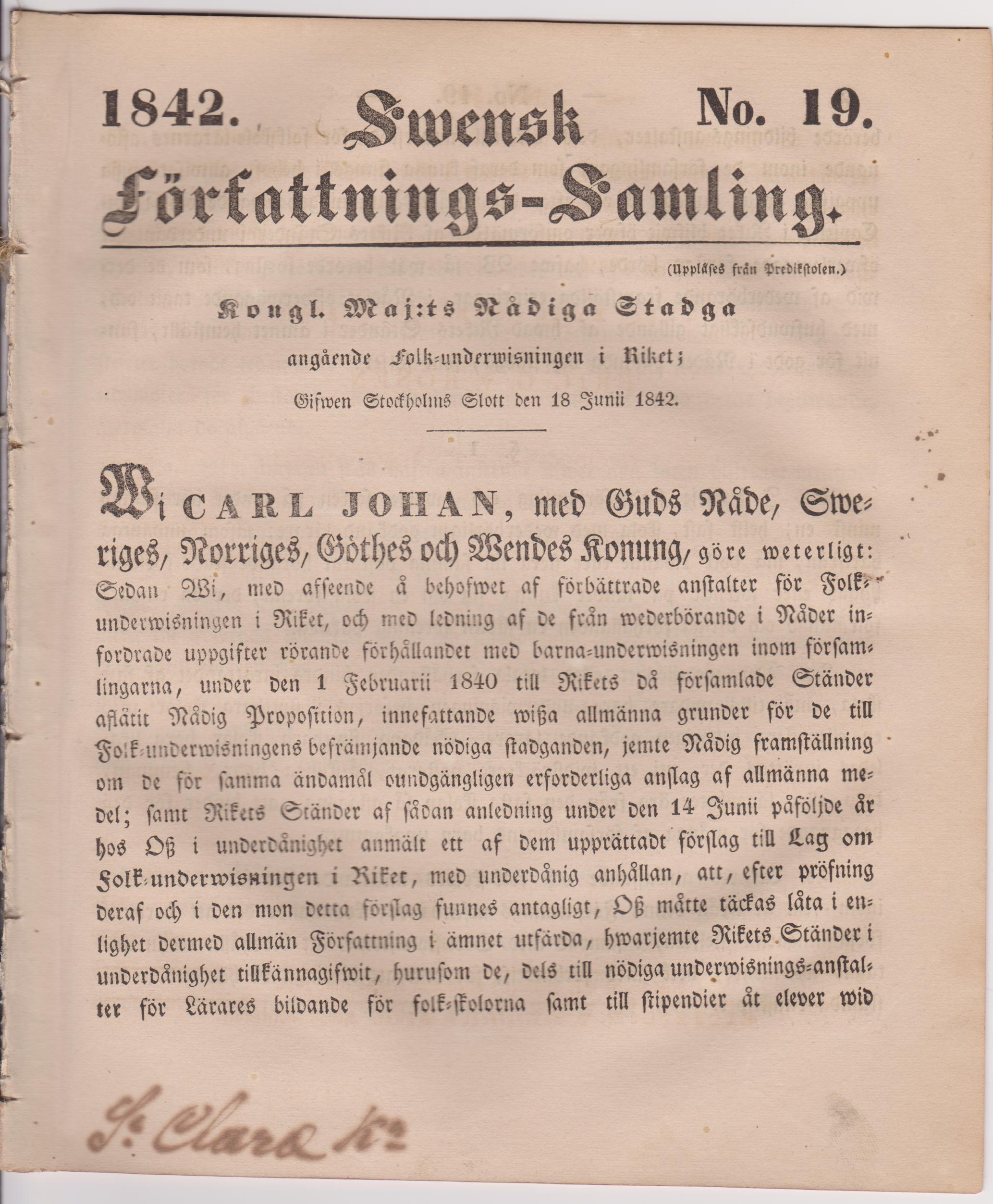
Die erste Verordnung des schwedischen folkskola, 1842

1842 fasste der schwedische Reichstag den Beschluss, eine vierjährige Grundschule einzuführen, welche den Namen folkskola (Volksschule) trug. Der Landbevölkerung gefiel das nicht, weil sie ihre Kinder zur Arbeit heranzog. 1858 wurde aus den ersten beiden Klassen eine småskola (etwa Kleinenschule), in die die Kinder mit sieben Jahren eingeschult wurden. 1882 kamen zwei weitere Schuljahre zur folkskola hinzu, die fünfte und sechste Klasse. In einigen Schulen gab es eine sogenannte Fortsetzungsschule (fortsättningsskola), die aus den Klassen 7 und 8 bestand. Fridtjuv Berg  (1851–1916) war der Vorkämpfer für eine Einheitsschule mit seiner Schrift „Die  Volksschule als Grundschule“ (1883).
Ab 1949 wurde in einigen Teilen Schwedens die neunjährige Grundschule als Einheitsschule eingeführt, obligatorisch 1962. Diese sollte die bestehende Volksschule und das grundständige Gymnasium (Lerverket) ersetzen. Eine Studie ergab, 30 Prozent der Schüler hätten das Zeug zum Abitur, aber nur drei Prozent gingen bisher zum Gymnasium. Stockholm unternahm ein Großexperiment: Die Stadt wurde Mitte der 1950er-Jahre in zwei Schulwelten geteilt, im Norden wurde wie bisher, südlich der Schleusen wurden die Kinder gemeinsam unterrichtet. In den Leistungen unterschieden sich am Ende die Schüler beider Stadtteile nicht, aber im Sozialverhalten gewann der Süden.
Es dauerte bis 1972, bis die einheitliche Schulform in ganz Schweden eingeführt war. Die Grundschule war bis 1994 in drei Stufen eingeteilt, in den unteren werden heute die Gruppen flexibilisiert.
- lågstadium (Jahre 1–3)
- mellanstadium (Jahre 4–6)
- högstadium (Jahre 7–9)

In diese Bereiche der Grundschule wurden die bestehenden Schulformen eingegliedert: Die småskola in das lågstadium, die folkskola in das mellanstadium und die Realschule in das högstadium. Weiter gibt es Sami-Schulen, Spezial- und Sonderschulen für Schüler mit Sprachstörungen, Seh- und anderen Behinderungen, die Anzahl an Sonder- und Spezialschulen ist in Schweden gering.
Das heutige nur noch dreijährige Sek. II.-Gymnasium wurde 1971 mit Inkrafttreten des Lehrplans Lgy 70 eingeführt. Bereits seit 1964 ist geregelt, dass diese gemeindlich geführt werden.

### Universitäten

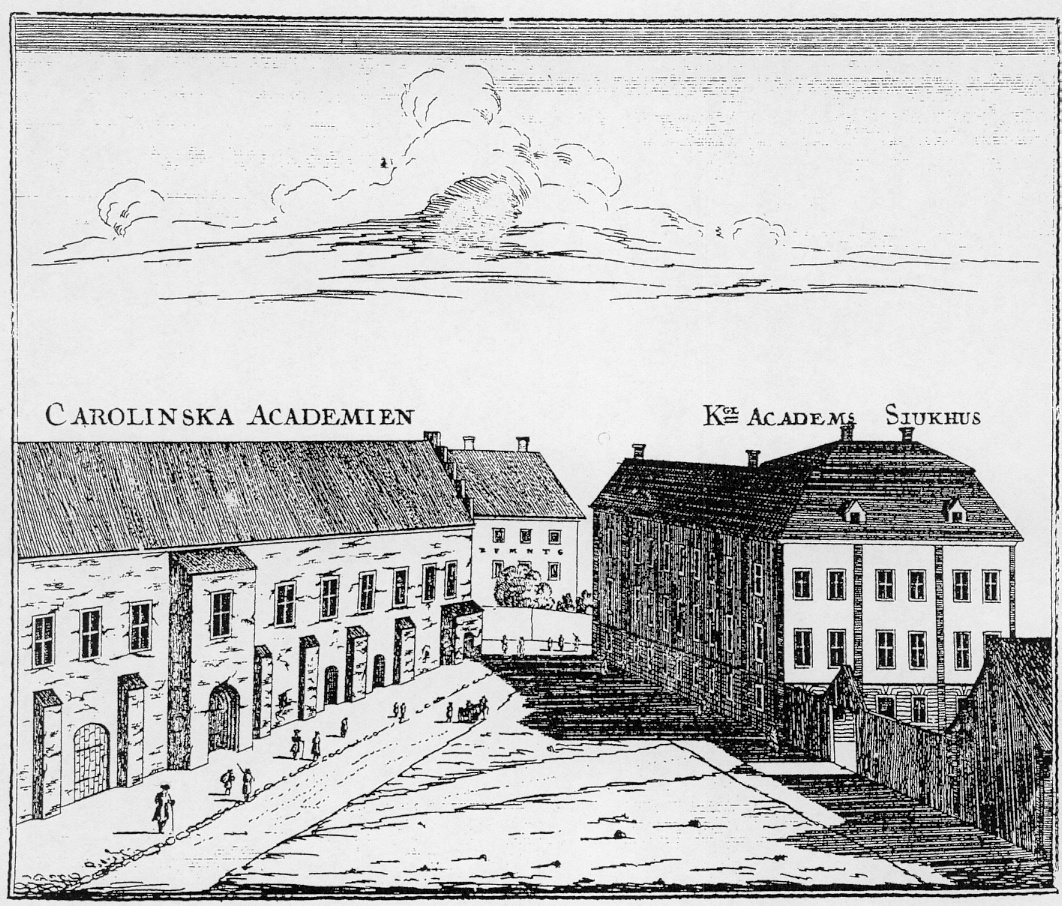
Die 1477 gegründete Universität Uppsala

Als erste Universität Schwedens und Skandinaviens wurde die Universität Uppsala 1477 von Erzbischof Jakob Ulfsson und Reichsverweser Sten Sture dem Älteren gegründet. Zwar wurde bereits 1425 ein Studium generale im damals dänischen Lund eingerichtet, dieses existierte aber nicht lange. Unter der schwedischen Großmachtzeit wurden Universitäten in eroberten Gebieten gegründet, vor allem, um dort die sogenannte Schwedisierung voranzutreiben: 1632 die Universität Tartu, 1640 die Akademie zu Turku und 1666 die Universität Lund. Die Universität Greifswald kam 1648 durch den Westfälischen Frieden in schwedische Hand.
Nach dem Ende der Koalitionskriege 1815 und den seitdem einhergehenden territorialen Verlusten blieben neben der 1810 gegründeten medizinischen Universität Karolinska Institutet lediglich die Universitäten in Lund und Uppsala. Bis heute kamen vor allem in den großen Städten Göteborg und Stockholm neue Universitäten und Hochschulen hinzu. Es existieren heute 14 staatliche Universitäten sowie 24 staatliche Hochschulen. Die Gesamtzahl der Studierenden betrug im Jahr 2016 rund 400.000.